# ハテナゲーム
『ハテナゲーム』は、NHK総合で1976年4月10日から1978年3月26日まで放送された子供向け科学番組である。全68回。

## 放送時間
- 1976年度（1976年4月10日 - 1977年3月12日）：土曜 17:30 - 17:55

大相撲中継の時は休止される。
- 1977年度（1977年4月10日 - 1978年3月26日）：日曜 10:40 - 11:00

1977年8月は、夏休み特別編成のため放送されなかった。
また枠移動の間は3回に渡って再放送が行われた。
- 1977年4月1日：1976年10月9日放送分「水は力持ち」を17:55 - 18:20枠で再放送。
- 1977年4月2日：1976年11月13日放送分「怪力磁石」を18:00 - 18:25枠で再放送。
- 1977年4月3日：1976年12月11日放送分「レオナルド・ダ・ヴィンチの飛行機」を18:00 - 18:25枠で再放送。

## 主な内容
- マクデブルクの半球
- ペーパーハニカムでできた橋の上をバイクが走る実験
- ヘロンのかがり火で開く扉
- 電池1個で子供を吊り下げられる強力な電磁石
- 動力無しに動作する噴水（サイフォンの原理）
- 鏡やマジックミラーを使った手品

## 出演者
- 滝雅也
- 平田由美
- サンダー杉山
- リンリン・ランラン

## その他
この番組をもとに、学研まんがひみつシリーズで『NHKハテナゲーム魔法実験のひみつ』という本が作られた。
ISBN 9784050035977